# Bábel (film)
A Bábel 2006-ban bemutatott amerikai–mexikói–francia filmdráma, melyet Guillermo Arriaga forgatókönyvéből Alejandro González Iñárritu rendezett. A számos szereplő között feltűnik benne Brad Pitt, Cate Blanchett, Jakuso Kódzsi és Gael García Bernal. A hat nyelven megszólaló, három kontinensen játszódó, több narratívával operáló film González Iñárritu „haláltrilógiájának” befejezése, aminek első két darabja a Korcs szerelmek és a 21 gramm.
Világpremierje a 2006-os cannes-i fesztiválon volt, később a Torontói Nemzetközi Filmfesztiválon és a Zágrábi Filmfesztiválon is műsorra tűzték. Az Amerikai Egyesült Államokban 2006. október 27-én korlátozott számú filmszínházban, november 10-étől pedig szélesebb körben is bemutatták. Magyarországon 2007. február 8-án került a mozikba.
A film 2007-ben elnyerte a legjobb filmdrámának járó Golden Globe-díjat. Hét kategóriában jelölték Oscar-díjra, köztük a legjobb film és a legjobb rendezőnek járó díjakra.

## Szereplők
Marokkó
| Szerep        | Színész             | Magyar hang      |
| ------------- | ------------------- | ---------------- |
| Richard Jones | Brad Pitt           | Selmeczi Roland  |
| Susan Jones   | Cate Blanchett      | Kovács Nóra      |
| Anwar         | Mohamed Akhzam      | Galbenisz Tomasz |
| Jussef        | Boubker Ait El Caid |                  |
| Ahmed         | Said Tarchani       |                  |
| Abdullah      | Amit Murjani        |                  |
| Hasszán       | Abdelkader Bara     |                  |
| Zohra         | Wahiba Sahmi        |                  |

Mexikó
| Szerep                         | Színész             | Magyar hang    |
| ------------------------------ | ------------------- | -------------- |
| Amelia                         | Adriana Barraza     | Szabó Éva      |
| Santiago                       | Gael García Bernal  | Király Attila  |
| Debbie Jones                   | Elle Fanning        | Kiss Bernadett |
| Mike Jones                     | Nathan Gamble       | Czető Ádám     |
| rendőrtiszt a mexikói határnál | Clifton Collins Jr. | Posta Victor   |
| John határőr                   | Michael Peña        | Rajkai Zoltán  |

Japán
- Kikucsi Rinko – Chieko
- Jakuso Kódzsi – Yasujiro
- Nikaidó Szatosi – Kenji nyomozó
- Murata Juko – Mitsu
- Ogi Sigemicu – fogorvos

További szereplők
| Szerep                 | Színész         | Magyar hang     |
| ---------------------- | --------------- | --------------- |
| Douglas                | Trevor Martin   | Palóczy Frigyes |
| James                  | Michael Maloney | Rosta Sándor    |
| Barth                  | Dermot Crowley  | Várday Zoltán   |
| FBI-os kihallgatótiszt | R.D. Call       | Balázsi Gyula   |

## Fontosabb díjak és jelölések
Oscar-díj (2007)
- díj: legjobb filmzene (Gustavo Santaolalla)
- jelölés: legjobb film
- jelölés: legjobb rendező (Alejandro González Iñárritu)
- jelölés: legjobb eredeti forgatókönyv (Guillermo Arriaga)
- jelölés: legjobb női mellékszereplő (Adriana Barraza)
- jelölés: legjobb női mellékszereplő (Kikuchi Rinko)
- jelölés: legjobb vágás

Golden Globe-díj (2007)
- díj: legjobb film – dráma
- jelölés: legjobb rendező (Alejandro González Iñárritu)
- jelölés: legjobb forgatókönyv (Guillermo Arriaga)
- jelölés: legjobb férfi mellékszereplő (Brad Pitt)
- jelölés: legjobb női mellékszereplő (Adriana Barraza)
- jelölés: legjobb női mellékszereplő (Kikuchi Rinko)
- jelölés: legjobb filmzene (Gustavo Santaolalla)

British Academy of Film and Television Arts|BAFTA-díj (2007)
- díj: legjobb filmzene (Gustavo Santaolalla)
- jelölés: legjobb film
- jelölés: legjobb rendező (Alejandro González Iñárritu)
- jelölés: legjobb eredeti forgatókönyv (Guillermo Arriaga)
- jelölés: legjobb fényképezés
- jelölés: legjobb vágás
- jelölés: legjobb hang

Cannes-i fesztivál (2006)
- Legjobb rendezés díja (Alejandro González Iñárritu), 2006
- Ökumenikus zsűri díja (Alejandro González Iñárritu), 2006
- Technikai-művészi CST-díj a vágásért (Stephen Mirrione), 2006